# Stampede Trail
Stampede Trail i Alaska var ursprungligen en väg från 1930-talet som ledde till en antimongruva. Den är sedan länge nedlagd och underhålls knappt längre av myndigheterna men fungerar som vandringsled. Den ligger i Denali Borough nära Denali National Parks norra del. Leden utgår från ett mindre samhälle, Lignite, vilket ligger ungefär 15 mil sydväst om Fairbanks. Leden är de första två milen en bilväg och slingrar sig därefter cirka sex mil västerut in i vildmarken samt går genom flera floder. Dessa kan vara svåra eller omöjliga att korsa till fots på grund av vattenflödet. Ledens västra ända avslutas med ett primitivt flygfält (grusbana för mindre flygplan), vilket också användes för transporter till och från gruvan.
På 1960-talet ställdes tre uttjänta bussar ut längs leden som skydd mot väder och vind för pendlande gruvarbetare. När gruvan lades ned 1970 fick en av bussarna ändå stå kvar åt eventuella vandrare. Sommaren 1992 använde den amerikanske vildmarksentusiasten Christopher McCandless denna buss som sitt hem i flera månader. Han misslyckades dock att ta sig tillbaka till civilisationen på grund av stort vattenflöde i en av floderna leden korsar och svalt till döds. Medieuppmärksamheten kring fallet återuppväckte intresse kring Stampede Trail och den kvarvarande bussen har fått många besök av turister. Efter att två personer omkommit i samband med försök att korsa floden Teklanika River, och flera räddningsinsatser fått göras för att föra vandrare i säkerhet, blev bussen dock flyttad från platsen med hjälp av en helikopter i juni 2020.